# Dena Dietrich
Dena Dietrich (Pittsburgh, Pensilvania, 4 de diciembre de 1928-Los Ángeles, 21 de noviembre de 2020) fue una actriz estadounidense de cine, teatro y televisión.

## Biografía
Nacida en Pittsburgh, sus créditos en televisión incluyen papeles recurrentes en series como The Practice (una comedia de situación de 1976 protagonizada por Danny Thomas), The Ropers, Life with Lucy, Santa Barbara,  All My Children y Philly. Realizó apariciones esporádicas en otras series como Emergency!, Paul Sand in Friends and Lovers, Life Goes On, NYPD Blue, Murphy Brown y The Golden Girls (como Gloria, la hermana del personaje de Dorothy Zbornak).
También estuvo activa en el cine, apareciendo en películas como The Wild Party (1975), The North Avenue Irregulars de Disney (1979) y la cinta de Mel Brooks History of the World: Part I (1981). Actuó en las obras de Broadway The Rimers of Eldritch, Here's Where I Belong y The Prisoner of Second Avenue.
Falleció el 21 de noviembre de 2020 a los 91 años por causas naturales.